# Тип 38 Арисака
Тип 38 Арисака е винтовка, създадена от Арисака Нариакира и произвеждана в Японската империя.
Тя е основното огнестрелно оръжие на японските войници през Втората световна война. Използва малокалибрени боеприпаси Арисака 6,5х50 мм, сравними по сила с италианските и норвежките боеприпаси от същия калибър. Пушката има много малък откат. Тип 38 е най-дългото оръжие от Втората световна война със своите 1280 милиметра, и става дори по-дълга с прикрепянето на 400 милиметров байонет. Това се дължи на изискването японските войници да организират самоубийствените т.нар. банзай атаки, когато боеприпасите им свършат. Теглото на Тип 38 е 3,95 килограма. Много преди войната е била изнасяна за Великобритания и Русия, а Китай я използва по време на Корейската война, но в неголеми бройки. След края на ВСВ американските военни установяват, че оръжието има най-издръжливият затвор от която и да било друга винтовка, правена по това време.